# Avgust Jakopič
Avgust Jakopič, slovenski smučarski tekač, * 11. julij 1913, Bled, † 2000, Ljubljana.
Jakopič je za Jugoslavijo nastopil na Zimskih olimpijskih igrah 1936 v Garmisch-Partenkirchnu, kjer je sodeloval v teku na 18 km ter v štafeti4 x 10 km.
V teku na 18 km je osvojil 38. mesto, štafeta pa je igre končala na 10. mestu.